# Giddegowdanahalli, Bangarapet
Giddegowdanahalli là một làng thuộc tehsil Bangarapet, huyện Kolar, bang Karnataka, Ấn Độ.